# Ministerio de Asuntos Exteriores (Unión Soviética)
El Ministerio de Asuntos Exteriores de la Unión Soviética (abreviado como MRE, en ruso: Министерство внешних сношений СССР) fue un ministerio estatal de la Unión Soviética. Formado el 15 de marzo de 1946, era una de las oficinas de Gobierno más importantes de la Unión Soviética. En 1991, fue renombrado como Ministerio de Relaciones Exteriores. Su predecesor, el Comisariado del Pueblo para Asuntos Exteriores, fue fundado el 16 de julio de 1923 a nivel de toda la Unión, tras la firma del Tratado de Creación de la URSS. Entre 1946 y 1991 era dirigido por un Ministro de Asuntos Exteriores, y en 1991 por un Ministro de Relaciones Exteriores. Cada líder del Ministerio era nominado por el Presidente del Consejo de Ministros y confirmado por el Presidium del Soviet Supremo y era miembro del Consejo de Ministros.
El Ministerio de Relaciones Exteriores negoció tratados diplomáticos, manejó asuntos exteriores soviéticos en el extranjero con el Departamento Internacional del Comité Central y condujo la creación del comunismo y el «antiimperialismo», que eran fuertes temas de la política soviética. Antes de que Mijaíl Gorbachov se convirtiera en Secretario General, la estructura organizativa del MRE no tuvo cambios significativos. Así como muchos otros organismos soviéticos, el MRE tuvo un grupo encargado de las políticas internas, conocido como el Collegium, manejado por el ministro, los dos primeros viceministros y nueve viceministros, entre otros. Cada viceministro encabezaba normalmente su propio departamento.

## Deberes y responsabilidades
El principal deber del Ministerio de Relaciones Exteriores era dirigir la línea general de política exterior soviética, representar al país en el extranjero y participar en las conversaciones con las delegaciones extranjeras en nombre del Gobierno soviético. También nombraba a funcionarios, con excepción de los embajadores soviéticos, que eran designados por el Consejo de Ministros. El MRE fue el responsable de cuidar de los intereses económicos y políticos de la URSS en el extranjero, aunque los intereses económicos también eran responsabilidad conjunta del Ministerio de Comercio Exterior. El Comité Estatal del Consejo de Ministros de Relaciones Culturales con Naciones Extranjeras y el Ministerio de Cultura trabajaron conjuntamente con el MRE en lo que respecta a la protección de los ciudadanos soviéticos en el extranjero, el ejercicio del general de relaciones consulares soviéticas en el extranjero y la promoción de la cultura soviética en el exterior. Un deber menos visible del MRE fue su papel en la coordinación de operaciones de inteligencia en el extranjero.
Las visas de salida eran emitidas por el MRE federal, pero también por los ministerios de relaciones exteriores de toda la unión y por el Ministerio de Asuntos Internos. Lo mismo ocurría para los pasaportes civiles externos que eran entregados a los ciudadanos soviéticos.

## Organización y estructura
El grupo del Ministerio que llevaba a cabo la política interna era el Collegium y sus miembros eran generalmente el ministro, los dos primeros viceministros, los nueve viceministros, un jefe de la secretaría general y otros catorce miembros. En 1990, hubo un total de 27 miembros del Collegium. Cada viceministro era responsable de un departamento. Los miembros restantes controlaban un departamento u órgano administrativo del Ministerio. Un Collegium en la URSS era, en muchos sentidos, lo mismo que el liderazgo colectivo. El Collegium coordinaba la toma de decisiones en cuanto a la asignación de tareas específicas sobre la base de la política del MRE. Se esperaba que este órgano revisara nuevas directivas ordenadas por el ministro y tuviera en cuenta sus éxitos y fracasos. El «nuevo pensamiento» de Mijaíl Gorbachov en materia exterior fue oficializado en el Collegium en 1988, tal como definir metas para mejorar las relaciones diplomáticas y crear «condiciones de vida decentes, humanas, materiales y espirituales para todas las naciones». Además, el Collegium señaló que las mejoras en los esfuerzos internacionales «para salvar al mundo» eran la mejor «noción de clase del socialismo». Creía que si el socialismo podía crear un mundo más pacífico, este realmente habría realizado una «revolución mundial».
La rama federal del Ministerio de Relaciones Exteriores y sus filiales locales de toda la unión se reunirían con regularidad en la rama federal del Consejo de Ministros y en sus ramas republicanas para discutir las políticas, deberes y responsabilidades del MRE. Esta reunión conjunta llevó a una mayor participación de las repúblicas de la unión en la aplicación, elaboración y coordinación de la política exterior. Este órgano también discutía los problemas internacionales y resolvía tales problemas en el ámbito internacional.
Debido a que los Gobiernos comunistas de Europa oriental se desintegraron en 1989, ya no había ninguna distinción entre los departamentos de Europa occidental y oriental. Un órgano de administración independiente conocido como «Asuntos de la Embajada» existía para atender al cuerpo diplomático soviético en el extranjero. En 1986, el Gobierno soviético creó nuevos departamentos del MRE para tratar con el control de armas y el desarme. El MRE también creó nuevos departamentos regionales, tales como el Departamento del Pacífico. Este fue un cambio radical, ya que estructura del MRE había permanecido casi inalterada desde el Imperio ruso. Un libro soviético describe la estructura y organización del MRE de la forma siguiente:
«Una importante rama del aparato central, desde el punto de vista de la dirección diplomática operacional diaria, es la división ejecutiva diplomática. La naturaleza de las actividades que se dedican a estas divisiones se determina por sus características territoriales y funcionales. Los departamentos territoriales manejan cuestiones de relaciones exteriores con grupos específicos de los Estados. Estos grupos de países están divididos por regiones.»
Los esfuerzos de reorganización que tuvieron lugar en 1986 y principios de 1987 condujeron al reemplazo de muchos altos diplomáticos. El Gobierno también introdujo un nuevo principio que declaraba que, «una vez que un embajador ha estado en el mismo puesto durante 4 o 5 años, pierde su margen de percepción. El período óptimo de servicio en el mismo puesto es de tres años como máximo.»

## Ideología y formulación de políticas
La ideología fue un componente clave de la política exterior soviética y aunque la diplomacia del país fue construida sobre las ideas del marxismo-leninismo, incluso Vladímir Lenin consideraba que el compromiso era un elemento importante en la diplomacia extranjera, afirmando que el compromiso sólo debía utilizarse cuando «lo nuevo no es aún lo suficientemente fuerte como para derrocar a lo viejo». Esta política fue un elemento importante en momentos de debilidad, y por lo tanto, en algún momento podrían alcanzarse «ciertos acuerdos con los países imperialistas en interés del socialismo». La relación entre la política y la ideología siguió siendo un problema activo hasta la disolución de la Unión Soviética. De acuerdo con un desconocido exdirector del Instituto Estatal de Relaciones Internacionales de Moscú, todas las actividades diplomáticas exitosas para el lado soviético se basaron en los principios del marxismo-leninismo y la evaluación soviética de otros países en ciertos campos, tales como el desarrollo social. La Dirección de Planificación de Medidas de Política Exterior, un órgano del MRE, analizó las relaciones internacionales y trató de predecir eventos futuros, aunque nunca planeaba realmente la política del MRE. El Ministro de Relaciones Exteriores soviético Eduard Shevardnadze afirmó que la política exterior soviética y el enfoque del «nuevo pensamiento» establecido por Gorbachov, se había convertido en la piedra angular para mantener una relación diplomática estable en todo el mundo.
Hay muchos ejemplos de rivalidades entre el partido y el Estado en la historia soviética. En la política exterior el Estado estuvo representado por el MRE, mientras que el Departamento Internacional (DI) representó al partido. El enfoque sobre la política exterior del DI fue más ideológico que el del MRE, que siguió una política de détente, que significa literalmente el relajamiento de las tensas relaciones con el primer mundo. El historiador Jan Adams explicó el conflicto de la siguiente manera:
«El conflicto profundamente incrustado y aparentemente inevitable entre estas dos instituciones principales de la política exterior soviética y sus misiones. Por un lado, el Ministerio de Relaciones Exteriores pretendía cultivar relaciones formales de un Estado con otro; por el otro el DI perseguía el sueño del partido de construir un mundo comunista a expensas del capitalismo.»
El MRE utilizó mucho más de sus recursos humanos y financieros para fines de propaganda y las denominadas «medidas activas» que otros ministerios de relaciones exteriores no afiliados a los soviéticos. Esto incluyó la difusión de opiniones apoyadas por el Gobierno soviético, el uso de acusaciones y terminología peyorativa, acosos, censura, interferencias de radio, falsificaciones y desinformación general. La desinformación se había convertido en un componente importante de las operaciones cotidianas en los asuntos exteriores soviéticos. Debido a esto, durante la mayor parte de su vida, el MRE soviético tuvo un presupuesto mucho mayor que sus homólogos no soviéticos, especialmente cuando se compara al MRE con los ministerios de relaciones exteriores occidentales. Shevardnadze alegó que el Gobierno soviético utilizó una cifra estimada en 700 mil millones de rublos sólo en el Ministerio de Asuntos Exteriores (conocido como tal hasta 1991) para apoyar «confrontaciones ideológicas» con el primer mundo, sin incluir en esta estimación el dinero gastado en la carrera armamentística.

## Historia
El Comisariado del Pueblo de Asuntos Exteriores de la República Socialista Federativa Soviética de Rusia (RSFSR) fue establecida en 1917 y su comisario fue miembro del Consejo de Comisarios del Pueblo. La Comisaría del Pueblo de Asuntos Exteriores reemplazó al Ministerio de Asuntos Exteriores del Imperio ruso tras la Revolución de Octubre. En 1946, el Consejo de Comisarios del Pueblo fue renombrado como el Consejo de Ministros y la Comisaría del Pueblo de Asuntos Exteriores fue renombrada como el Ministerio de Asuntos Exteriores.
El Ministro de Asuntos Exteriores soviético, Andréi Gromyko señaló en sus memorias que trabajar con Nikita Jrushchov no siempre fue una tarea fácil, diciendo que, «Jrushchov estaba constantemente lanzando nuevas ideas de acá para allá». Estas no siempre obtenían apoyo, pero, como señaló Gromyko, Jrushchov tuvo un impacto positivo sobre la política exterior soviética. Con relación a Leonid Brézhnev, Gromyko creía que era un hombre mucho más fácil para negociar porque compensaba su falta de habilidades discutiendo temas abiertamente dentro del Politburó y, aunque era más fácil de negociar en algunas áreas, su lentitud y falta de conocimiento en determinados campos hizo que fuera difícil debatir con él sobre la política exterior. Sin embargo, Gromyko señaló que debía tomarse en consideración su enfermedad. El «nuevo pensamiento» de Mijaíl Gorbachov condujo a relaciones exteriores más amistosas con los países occidentales, pero sus políticas internas desestabilizaron al país, y en 1991 la Unión Soviética finalmente fue disuelta. En ese año, antes de la disolución del país, el Ministerio se transformó en el Ministerio de Relaciones Exteriores y fue sucedido por el Ministerio de Asuntos Exteriores de la Federación de Rusia en 1992 luego de que Rusia se declarara como la sucesora legal de la Unión Soviética.

## Lista de ministros
Las siguientes personas dirigieron el Ministerio de Asuntos Exteriores a lo largo de los años:
| N.º                                 | Ministro | Ministro                               | Partido | Partido           | Periodo                                           | Gabinete                                           |
| ----------------------------------- | -------- | -------------------------------------- | ------- | ----------------- | ------------------------------------------------- | -------------------------------------------------- |
| 1                                   |          | Viacheslav Mólotov (1890-1986)         |         | Partido Comunista | 19 de marzo de 1946 - 4 de marzo de 1949          | Stalin II                                          |
| 2                                   |          | Andréi Vyshinski (1883-1954)           |         | Partido Comunista | 4 de marzo de 1949 - 5 de marzo de 1953           | Stalin II-III                                      |
| 3                                   |          | Viacheslav Mólotov (1890-1986)         |         | Partido Comunista | 5 de marzo de 1953 - 1 de junio de 1956           | Malenkov I-II Bulganin                             |
| 4                                   |          | Dmitri Shepílov (1905-1996)            |         | Partido Comunista | 1 de junio de 1956 - 15 de febrero de 1957        | Bulganin Jrushchov I                               |
| 5                                   |          | Andréi Gromyko (1909-1989)             |         | Partido Comunista | 15 de febrero de 1957 - 2 de julio de 1985        | Jrushchov I-II Kosyguin I-II-III-IV-V Tíjonov I-II |
| 6                                   |          | Eduard Shevardnadze (1928-2014)        |         | Partido Comunista | 2 de julio de 1985 - 15 de enero de 1991          | Tíjonov II Ryzhkov I-II                            |
| 7                                   |          | Aleksandr Bessmertnij (nacido en 1933) |         | Partido Comunista | 15 de enero de 1991 - 23 de agosto de 1991        | Pávlov                                             |
| 8                                   |          | Borís Pankin (nacido en 1931)          |         | Partido Comunista | 28 de agosto de 1991 - 14 de noviembre de 1991    | Siláyev                                            |
| Ministerio de Relaciones Exteriores |          |                                        |         |                   |                                                   |                                                    |
| 9                                   |          | Eduard Shevardnadze (1928-2014)        |         | Partido Comunista | 19 de noviembre de 1991 - 25 de diciembre de 1991 | Siláyev                                            |